# Whithorn
Whithorn (schott.-gälisch Taigh Mhàrtainn) ist eine Ortschaft in The Machars in der Council Area Dumfries and Galloway in Schottland mit 829 Einwohnern. Sie soll Standort der ersten Kirche in Schottland aus dem 3. Jahrhundert sein und ist eine ehemalige Royal Burgh.

## Lage
Whithorn liegt in den südlichen Machars, einer Halbinsel, zehn Kilometer von Wigtown entfernt. Wegen ihrer früheren Bedeutung als Handels- und Religionszentrum finden sich in den Machars heute zahlreiche Funde aus allen Epochen, sodass sie für Historiker und Archäologen interessant sind.

## Geschichte
Einer Überlieferung zufolge gründete der Missionar Ninian (oder Nynia) im 4. Jahrhundert in Whithorn die erste christliche Kirche auf schottischem Boden. Wie viel Wahrheit in der Legende steckt, ist nicht bekannt, aber Whithorn als frühchristliches Zentrum in Schottland gilt als gesichert. Bei Ausgrabungen wurden die Spuren einer Besiedlung im 5. Jahrhundert gefunden, die auch auf Handel mit dem Mittelmeerraum hinweisen. Es ist bekannt, dass ab dem 7. Jahrhundert Pilger begannen, zum Schrein von St. Ninian in Whithorn zu reisen. Auf diese Weise wurde Whithorn zu einem religiösen Zentrum und über Jahrhunderte pilgerten auch die schottischen Könige dorthin. Ausgrabungen haben gezeigt, dass im Lauf der Jahrhunderte immer wieder Kirchen in Whithorn erbaut wurden und wieder verfallen sind. Im 12. Jahrhundert stand sogar eine große Kathedrale dort, und wegen der zahlreichen Ruinen gibt es in Whithorn heute zahlreiche Ausgrabungsstätten. Im Mittelalter prosperierte die Stadt und die Nachbarstadt Wigtown wegen der vielen Pilger, doch dies änderte sich mit der Reformation.

## Galerie

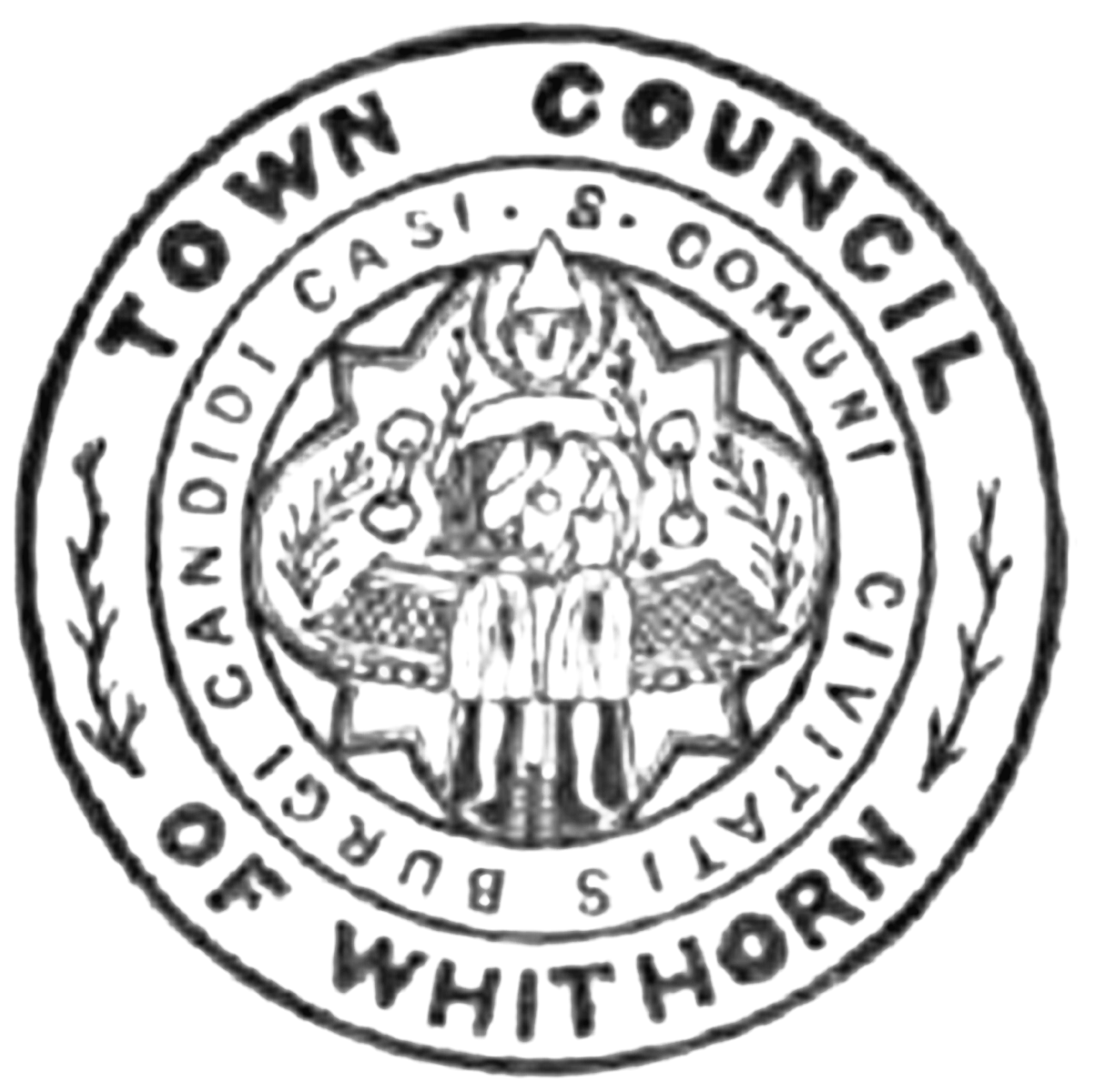
Siegel der Burgh of Whithorn mit St. Ninian
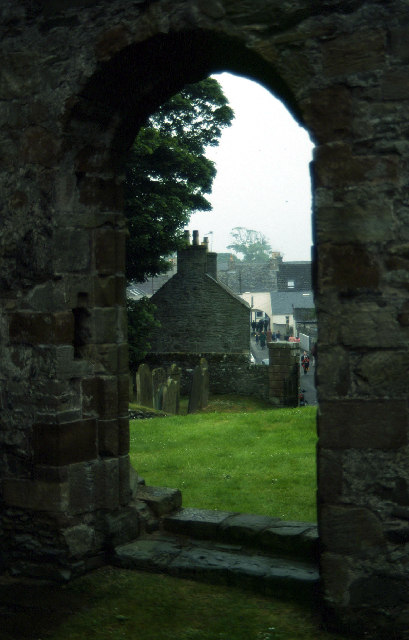
Priorei von Whithorn
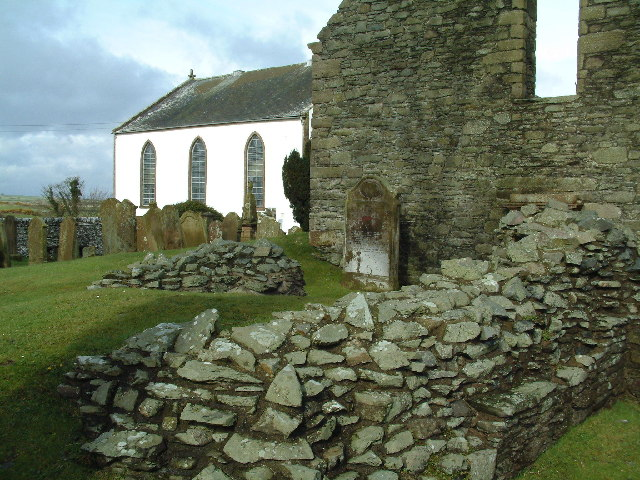
Ruine des Hauptschiffs der Priorei von Whithorn
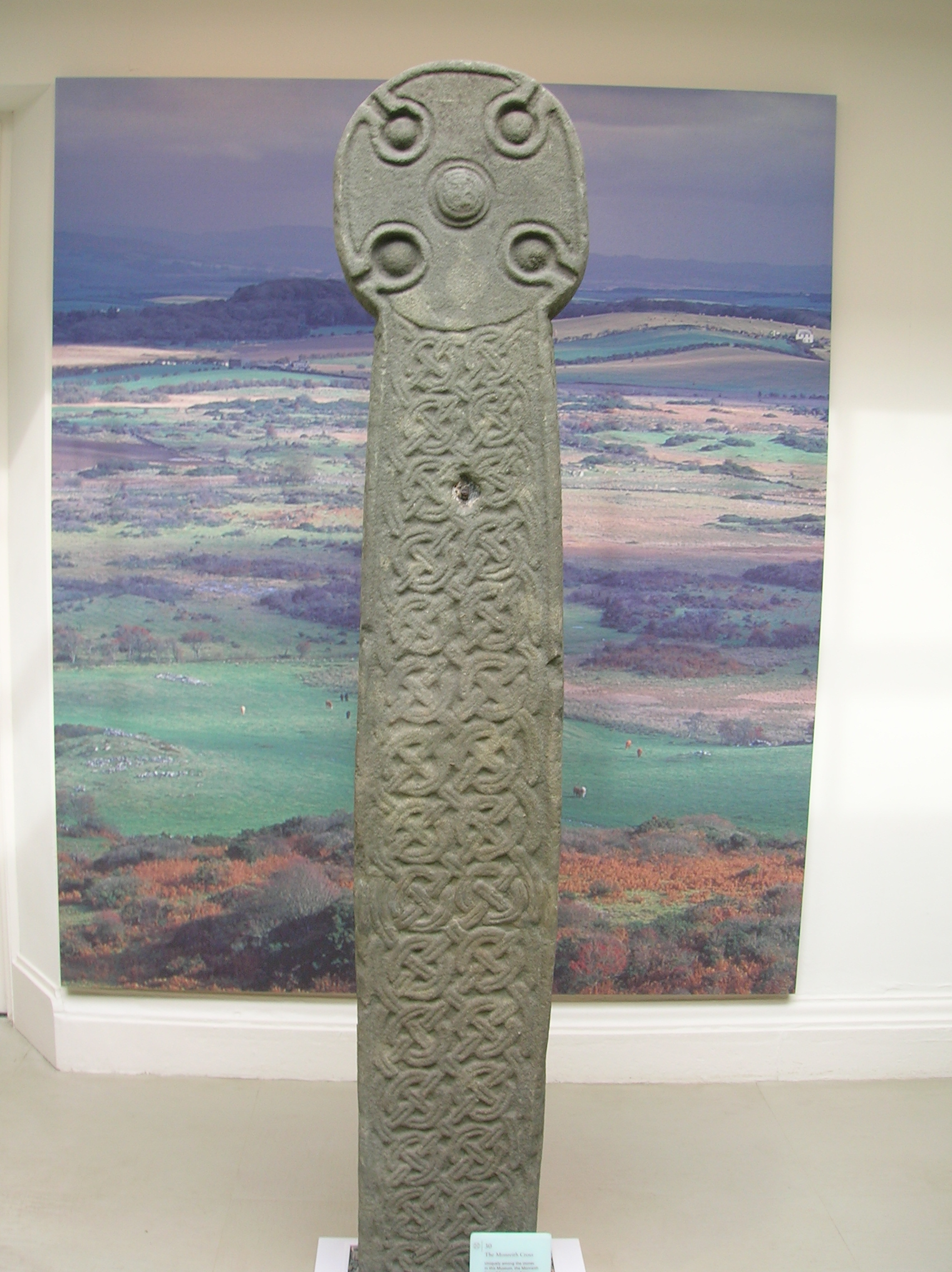
Das Monreith Cross im Whithorn Museum.